# Ivana Bojdová
Ivana Bojdová (ur. 27 maja 1985) – słowacka piłkarka, grająca najczęściej na pozycji prawego pomocnika. Na koncie sukcesów posiada mistrzostwo Słowacji. Od sezonu 2010/11 reprezentuje barwy RTP Unii Racibórz. Ma za sobą występy w juniorskiej oraz seniorskiej kadrze swojego kraju.